# Proceratophrys bigibbosa
Proceratophrys bigibbosa é uma espécie de anfíbio  da família Odontophrynidae.
Pode ser encontrada nos seguintes países: Argentina e Brasil.
Os seus habitats naturais são: florestas subtropicais ou tropicais húmidas de baixa altitude e rios.
Está ameaçada por perda de habitat.